# Komitat Liptó
Komitat Liptó (węg. Liptó vármegye, łac. comitatus Liptoviensis, pol. komitat Liptów) – dawny komitat w północnej części Królestwa Węgier, w Górnych Węgrzech.
Teren komitatu został przyłączony do Węgier w XI w. Komitat utworzono ok. 1340 r. poprzez wydzielenie z komitatu Zólyom. W wyniku reform józefińskich w latach 1786-1790 komitat był połączony z komitatem Árva w komitat Liptó-Árva. Następnie znów samodzielny komitat. Siedzibą władz komitatu był Zamek Liptowski, a od 1677 r. miasto Liptószentmiklós.
W okresie przed I wojną światową komitat dzielił się na cztery powiaty i jedno miasto.
Po traktacie w Trianon komitat znalazł się w granicach Czechosłowacji.
Obecnie teren komitatu  wchodzi w skład kraju żylińskiego na Słowacji.
| Powiaty (járás)                             | Powiaty (járás)  |
| Powiat                                      | Siedziba władz   |
| ------------------------------------------- | ---------------- |
| Liptószentmiklós                            | Liptószentmiklós |
| Liptóújvár                                  | Liptóújvár       |
| Németlipcse                                 | Németlipcse      |
| Rózsahegy                                   | Rózsahegy        |
| Miasta komitackie (rendezett tanácsú város) |                  |
| Rózsahegy                                   |                  |